# Musikjahr 1608
Liste der Musikjahre

◄◄ | ◄ | 1604 | 1605 | 1606 | 1607 | Musikjahr 1608 | 1609 | 1610 | 1611 | 1612 | ► | ►►

Weitere Ereignisse
Dieser Artikel behandelt das Musikjahr 1608.

## Ereignisse
- 09. Februar: Die Masque The Hue and Cry After Cupid, geschrieben von Ben Jonson und gestaltet von Inigo Jones, wird im Whitehall Palace aufgeführt. Die Musik stammt von Alfonso Ferrabosco der Jüngere.
- 28. Mai: Die Oper L’Arianna von Claudio Monteverdi hat ihre Uraufführung in Mantua anlässlich der Vermählungsfeierlichkeiten des Prinzen Francesco von Gonzaga mit Margherita von Savoyen. Das Libretto stammt von Ottavio Rinuccini. Es basiert auf der griechischen Sage um Ariadne und Theseus. Von der Oper, die heute verschollen ist, ist nur noch das Lamento erhalten.
- 04. Juni: Claudio Monteverdis Werk Il ballo delle ingrate wird in Mantua im Rahmen der Hochzeitsfeierlichkeiten von Francesco Gonzaga (dem Sohn von Monteverdis Gönner Herzog Vincenzo I. Gonzaga) und Margarete von Savoyen uraufgeführt. Im selben Jahr bittet Monteverdi darum, seinen Posten bei der Familie Gonzaga aufgeben zu dürfen.
- Costanzo Antegnati verfasst für seinen jüngsten Sohn Giovanni Francesco Antegnati (1587–1630) das Lehrwerk L’Arte organico, die 1608 in Venedig erscheint. Es ist eine wichtige Abhandlung für die Geschichte des Orgelbaus, die in der Form eines Dialogs zwischen Vater und Sohn gehalten ist.
- Giovanni Francesco Anerio ist Kapellmeister an Santo Spirito in Sassia, als Nachfolger von Vincenzo de Grandis, aber schon im November 1608 wird er als Kapellmeister der Kathedrale von Verona gewählt.
- William Brade ist von 1606 bis 1608 beim Grafen Ernst zu Holstein-Schaumburg auf Schloss Bückeburg tätig. In der Zeit von 1608 bis 1610 wirkt er in der Hamburger Ratskapelle.
- Juan Bautista Comes ist ab 1608 Assistent des Kapellmeisters am Real Colegio Seminario del Corpus Christi in Valencia.
- Johannes Eccard folgt 1608 einem Ruf als kurfürstlicher Kapellmeister und Domkantor an den Hof nach Berlin.
- Hans Leo Haßler, der von 1604 bis 1608 in Ulm wirkte, ist ab 1608 Kammerorganist des in Dresden residierenden Kurfürsten Christian II. von Sachsen.
- Richard Mico wird 1608 zum Dienstmusiker an der Thorndon Hall in Ingrave, Essex, ernannt. Dort arbeitet er für William Petre, den früheren Arbeitgeber William Byrds, als Musiklehrer für die Kinder der Familie und als Komponist für den Haushalt. In einem erhaltenen Dokument quittiert Mico den Empfang der Hausinstrumente: Fünf Gamben, eine Laute, eine Orgel und ein großes Virginals.
- Georg Österreicher wird 1608 zum Kantor in Windsheim ernannt.
- Ercole Pasquini, der am 6. Oktober 1597 offiziell zum Organisten der Cappella Giulia im Petersdom ernannt wurde, als Nachfolger von Giovan Battista Zucchelli, behält diesen prestigeträchtigen Posten bis zum 31. Mai 1608.
- Francesco Rasi tritt 1608 in der Uraufführung von Marco da Gaglianos La Dafne auf.
- Thomas Simpson erhält 1608 eine Anstellung in der Hofkapelle des Pfalzgrafen Friedrich IV. in Heidelberg.
- Fulgenzio Valesi ist vermutlich ab 1608 in Mailand, da ab dieser Zeit Werke aus seiner Feder in Mailänder Musiksammlungen erscheinen.
- Jan Pieterszoon Sweelinck unternimmt als Orgelsachverständiger etliche Reisen um Orgelneubauten abzunehmen. 1608 ist er in Enkhuizen und Harderwijk.

## Instrumental- und Vokalmusik (Auswahl)
- Giovanni Francesco Anerio – zweites Buch der Madrigale zu fünf und sechs Stimmen, Venedig: Giacomo Vincenti
- Costanzo Antegnati – L’Antegnata in Intervolatura de Ricercari d’Organo, op. 16, Venedig: Angelo Gardano (Sammlung intabulierter Ricercars für die Orgel)
- Adriano Banchieri – Festino nella sera del giovedi grasso avanti cena, op. 18, Venedig: Ricciardo Amadino
- Giulio Belli – Missae sacrae zu vier, fünf, sechs und acht Stimmen mit Basso continuo, Venedig: Angelo Gardano
- Antonio Cifra – zweites Buch der Madrigale zu fünf Stimmen, Venedig: Giacomo Vincenti
- Christoph Demantius – Conviviorum deliciae zu sechs Stimmen und Instrumenten, Nürnberg: Balthasar Scherff für David Kauffmann (Sammlung von Tanzmusik)
- Juan Esquivel Barahona
  - erstes Buch der Messen, Salamanca: Arti Taberniel
  - Motecta festorum et dominicarum cum communi sanctorum zu vier, fünf, sechs und acht Stimmen, Salamanca: Arti Taberniel
- Melchior Franck
  - Geistliche Gesäng und Melodeyen zu fünf, sechs und acht Stimmen, Coburg: Justus Hauck
  - Neue Musicalische Intraden für verschiedene Instrumente, insbesondere Bratschen zu sechs Stimmen, Nürnberg: David Kauffmann
  - Cantica gratulatoria zu fünf Stimmen, Coburg: Kaspar Bertsch (Hochzeitslied)
  - Der CXXI. Psalm zu fünf Stimmen, Coburg: Kaspar Bertsch (Vertonung von Psalm 121)
  - Neues Echo zu acht Stimmen, Coburg: Justus Hauck
  - Dialogus metricus zu sieben Stimmen, Coburg: Justus Hauck (Weihnachtsmotette)
- Girolamo Frescobaldi
  - Il primo libro de' madrigali
  - Primo libro delle fantasie
- Balthasar Fritsch – Newe teutsche Gesanng nach Art der welschen Madrigalien mit 5 Stimmen, Leipzig
- Giovanni Gabrieli – Canzoni per sonare
- Marco da Gagliano – fünftes Buch der Madrigale zu fünf Stimmen, Venedig: Angelo Gardano
- Bartholomäus Gesius – Dictum ex Psalmo XXXIIII. De excubiis et custodia Angelorum zu sechs Stimmen, Frankfurt an der Oder: Friedrich Hartmann (Weihnachtsmotette)
- Giovanni Battista Grillo – Un capriccio e due canzoni per 4 strumenti nella raccolta Canzoni per sonare con ogni sorte di stromenti a 4, 5 e 8… libro I, Alessandro Raveri
- Gioseffo Guami – zweites Buch der Motetten für Chor und Instrumente, Mailand: Agostino Tradate Erben
- Pierre Guédron – Airs de cours zu vier und fünf Stimmen, Paris: Pierre Ballard
- Cesario Gussago – Sonatas zu vier, sechs und acht Stimmen, Venedig: Ricciardo Amazon
- Hans Leo Haßler
  - Psalmen simpliciter, Nürnberg
  - Kirchengesänge, Psalmen und geistliche Lieder, Nürnberg
- Sigismondo d’India – Villanelle alla napoletana a 3 voci libro I, Neapel: Giovanni Giacomo Carlino & Costantino Vitale
- Robert Jones – Ultimum vale, with a triplicity of musicke...
- Claude Le Jeune
  - Second Livre contenant 50 pseaumes de David zu drei Stimmen, Paris: Pierre Ballard (posthum veröffentlicht)
  - Airs zu drei, vier, fünf und sechs Stimmen, Paris: Pierre Ballard (posthum veröffentlicht)
  - zweites Buch der Airs zu drei, vier, fünf und sechs Stimmen, Paris: Pierre Ballard (posthum veröffentlicht)

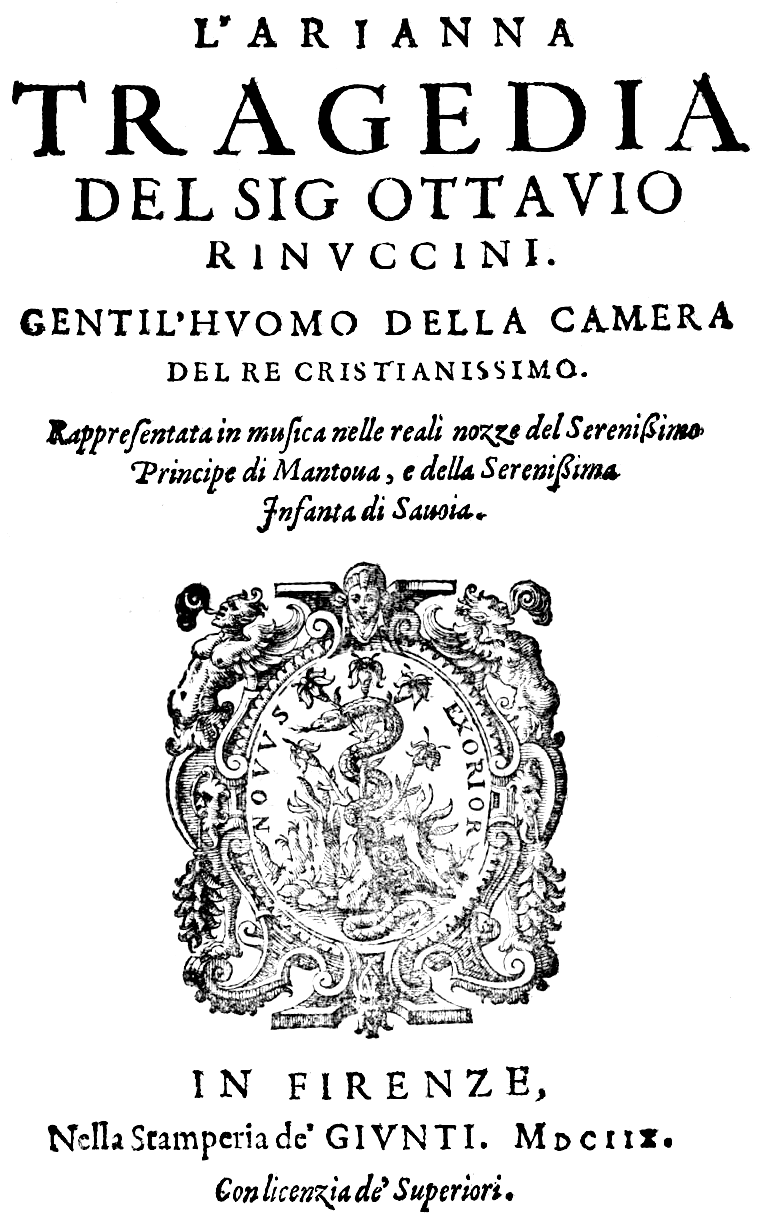
Claudio Monteverdi – L’Arianna – Titelseite des Librettos, Florenz 1608

- Claudio Merulo – drittes Buch der ricercari da cantare zu vier Stimmen, Venedig: Angelo Gardano (posthum veröffentlicht)
- Pomponio Nenna – siebtes Buch der Madrigale zu fünf Stimmen, Neapel: Giovanni Battista Sotile
- Asprilio Pacelli – Sacrae cantiones, Buch 1, Venedig: Angelo Gardano

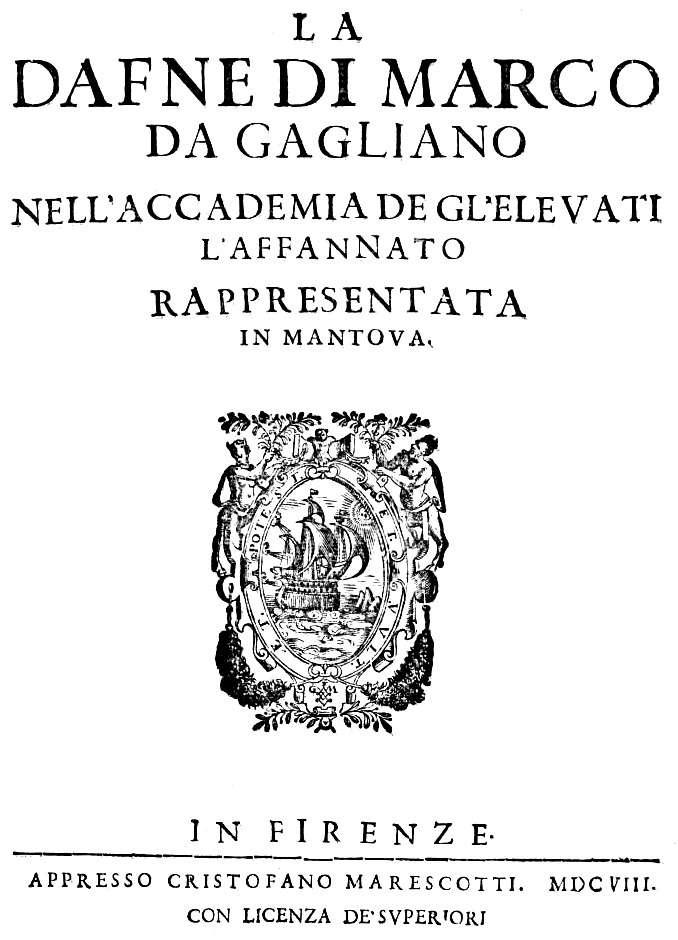
Marco da Gagliano – La Dafne – Titelseite der Partitur, Florenz 1608

- Franciscus Pappus – Sacrae cantiones, Buch 1, Mailand: Simon Tini & Filippo Lomazzo
- Vincenzo Passerini – zweites Buch der Madrigale zu fünf Stimmen, Venedig: Ricciardo Amadino
- Francesco Rasi – Vaghezze di Musica per una voce sola, Venedig: Angelo Gardano
- Salamone Rossi – zweiter Band der Sinfonien und Gagliarden zu drei und vier Stimmen
- Giovanni Maria Trabaci – 2 Bücher Vesperpsalmen und Messe für 4 Stimmen und Basso continuo, Venedig 1608
- Fulgenzio Valesi – Vias tuas a 2 und Alta immensa a 4, Mailand
- Orfeo Vecchi – Cantiones sacrae zu fünf Stimmen, Antwerpen: Pierre Phalèse (posthum veröffentlicht)
- Lodovico Grossi da Viadana – Salmi a quattro Voci pari col Basso per l’Organo, brevi commodi et ariosi. Con dui Magnificat, op. 20, Venedig
- Sebastián de Vivanco – Libro de misas; darin:
  - Missa Assumpsit Jesus zu fünf Stimmen
  - Missa in festo Beata Maria Virgine zu vier Stimmen
  - Missa Beata Virgine in sabbato zu vier Stimmen
  - Missa Crux fidelis zu sechs Stimmen
  - Missa Doctor bonus zu vier Stimmen
  - Missa In manus tuas zu acht Stimmen
  - Missa O quam suavis es, Domine zu vier Stimmen
  - Missa quarti toni zu vier Stimmen
  - Missa sexti toni zu vier Stimmen
  - Missa super octos tonos zu vier Stimmen
- Thomas Weelkes – Ayeres Or Phantasticke Spirites for three voices
- Giaches de Wert – Il duodecimo libro de madrigali […], con alcuni altri de diversi eccellentissimi autori zu vier bis sieben Stimmen, Venedig (posthum veröffentlicht, herausgegeben von Ottavio de Wert)

## Musiktheater
- Claudio Monteverdi
  - L’Arianna, Mantua (weitgehend verloren)
  - Prolog zu L’idroppica (Guarini), Mantua (verschollen)
  - Il Ballo delle ingrate, Mantua
- Marco da Gagliano – La Dafne

## Musiktheoretische Schriften
- Costanzo Antegnati – L’Arte organica, op. 16, Brescia, herausgegeben von Francesco Tebaldino
- Scipione Cerreto – Dell’arbore musicale, Neapel

## Geboren
- Francisco Lopez Capillas, mexikanischer Komponist († 1674)

## Gestorben

### Todesdatum gesichert
- 09. März: Caterina Martinelli, römische Sängerin (* 1589)
- 11. Mai: Giovanni Luca Conforti, italienischer Sänger, Musiktheoretiker und Komponist (* um 1560)
- 09. Juli: Lucas Bacmeister der Ältere, lutherischer Theologe und Kirchenliedkomponist (* 1530)
- 17. Oktober: Luca Bati, italienischer Komponist und Musiklehrer (* um 1546)
- 26. Oktober: Philipp Nicolai, deutscher lutherischer Pfarrer und Liederdichter (* 1556)
- 29. Dezember: Martin Schalling der Jüngere, deutscher evangelischer Theologe, Kirchenlieddichter und Reformator (* 1532)

### Genaues Todesdatum unbekannt
- Matthias Benningk, deutscher Stück- und Glockengießer (* unbekannt)
- Pierre Bonnet, französischer Komponist (* 1538)
- Peter Lupo, italienischer Instrumentalist und Komponist (* um 1535)

### Gestorben nach 1608
- Balthasar Fritsch, deutscher Musiker und Komponist (* um 1570)
- Tiburtio Massaino, italienischer Komponist und Gründer der Salzburger Hofkapelle (* vor 1550)